# Vitaly Fridzon
Vitaly Valerievitch Fridzon (en russe : Витaлий Валерьевич Фридзoн), né le 14 octobre 1985 à Klintsy, en République socialiste fédérative soviétique de Russie, est un joueur russe de basket-ball, évoluant aux postes de meneur et d'arrière.

## Carrière
En juin 2013, il signe un contrat de deux ans avec une année supplémentaire en option avec le CSKA Moscou.
En juillet 2018, Fridzon quitte le CSKA et rejoint le Lokomotiv Kouban-Krasnodar avec lequel il signe un contrat de deux ans.
En juillet 2020, Fridzon rejoint pour une saison le Zénith Saint-Pétersbourg.
Fridzon retourne au Zénith Saint-Pétersbourg à partir de mars 2022 pour compenser le départ de joueurs étrangers après l'invasion de l'Ukraine par la Russie.

## Palmarès

### Club
- Vainqueur de l'EuroCoupe 2012
- Vainqueur de la VTB United League 2011, 2013, 2014, 2015, 2016, 2017, 2018 et 2022
- Vainqueur de la Coupe de Russie de basket-ball 2008
- Vainqueur de l'Euroligue avec le CSKA Moscou : 2016.

### Sélection nationale
- Médaille de bronze aux Jeux olympiques 2012 de Londres.